# Tabula Hungariae

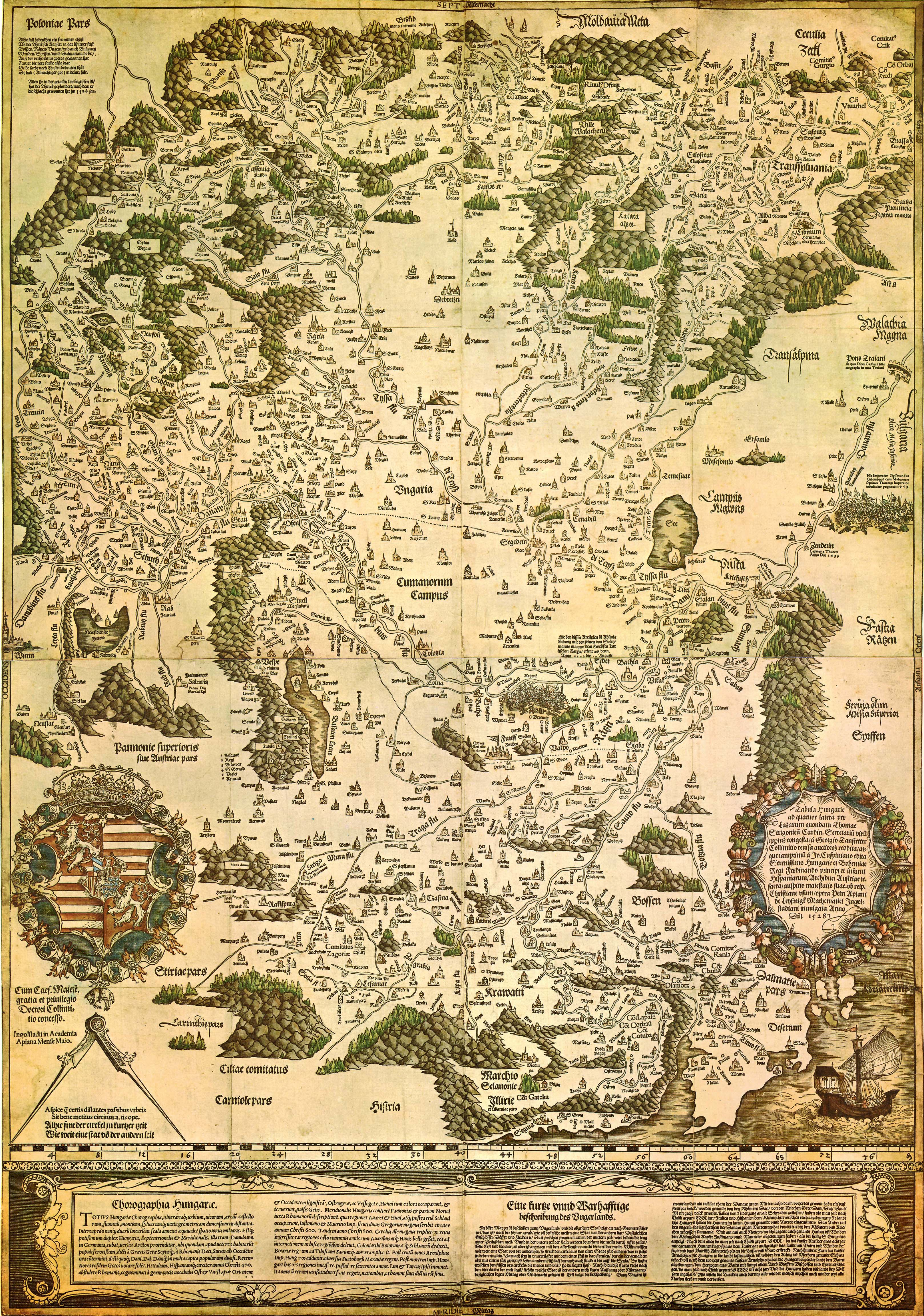
Kopia mapy Tabula Hungariae wykonana w 1528 roku w Ingolstadt, jedyna zachowana do dzisiaj

Tabula Hungariae (zwana również Mapą Lazarusa) – mapa sporządzona około 1515 roku, będąca najstarszą zachowaną mapą przedstawiającą teren Królestwa Węgier. Drukowana kopia tej mapy pochodząca z roku 1528, została w 2007 roku wpisana na listę Pamięć Świata UNESCO po wspólnym zgłoszeniu ze strony Węgier i Chorwacji.

## Historia
Oryginał Tabula Hungariae został wykonany około 1515 roku. Jedyna zachowana do dzisiaj drukowana kopia powstała w 1528 roku w Ingolstadt. Przez kilkaset lat miejsce jej przechowywania było nieznane. W latach 80. XIX wieku zakupił ją węgierski kolekcjoner sztuki Sándor Apponyi, który w 1906 roku po raz pierwszy zaprezentował ją publicznie podczas wystawy z okazji 50. rocznicy powstania Österreichische Geographische Gesellschaft. W 1924 roku przekazał ją do Országos Széchényi Könyvtár (Biblioteka Narodowa im. Széchényiego w Budapeszcie), gdzie mapa ta znajduje się do dzisiaj.

## Twórcy
Tabula Hungariae powstała przy współpracy kilku osób. Osobą odpowiedzialną za jej powstanie był niejaki Lazarus, pełniący wówczas funkcję sekretarza kardynała Tomasza Bakócza, arcybiskupa Ostrzyhomia. Bezpośrednio pomagał mu matematyk Jacob Ziegler. Pomiary dokonywane w terenie rozpoczęły się w 1510 roku. W ten sposób powstały 4 ręcznie malowane mapy, które przechowywała Bibliotheca Corviniana. W nieznanych okolicznościach jeden z egzemplarzy trafił do kartografa Georga Tannstettera, który z pomocą Petera Apianusa dokonał rewizji mapy i przygotował ją do druku. Patronem tej inicjatywy był Johannes Cuspinian. Drukowane kopie mapy o wielkości 67,8 × 53 cm ostatecznie powstały w połowie maja 1528 roku w Ingolstadt.

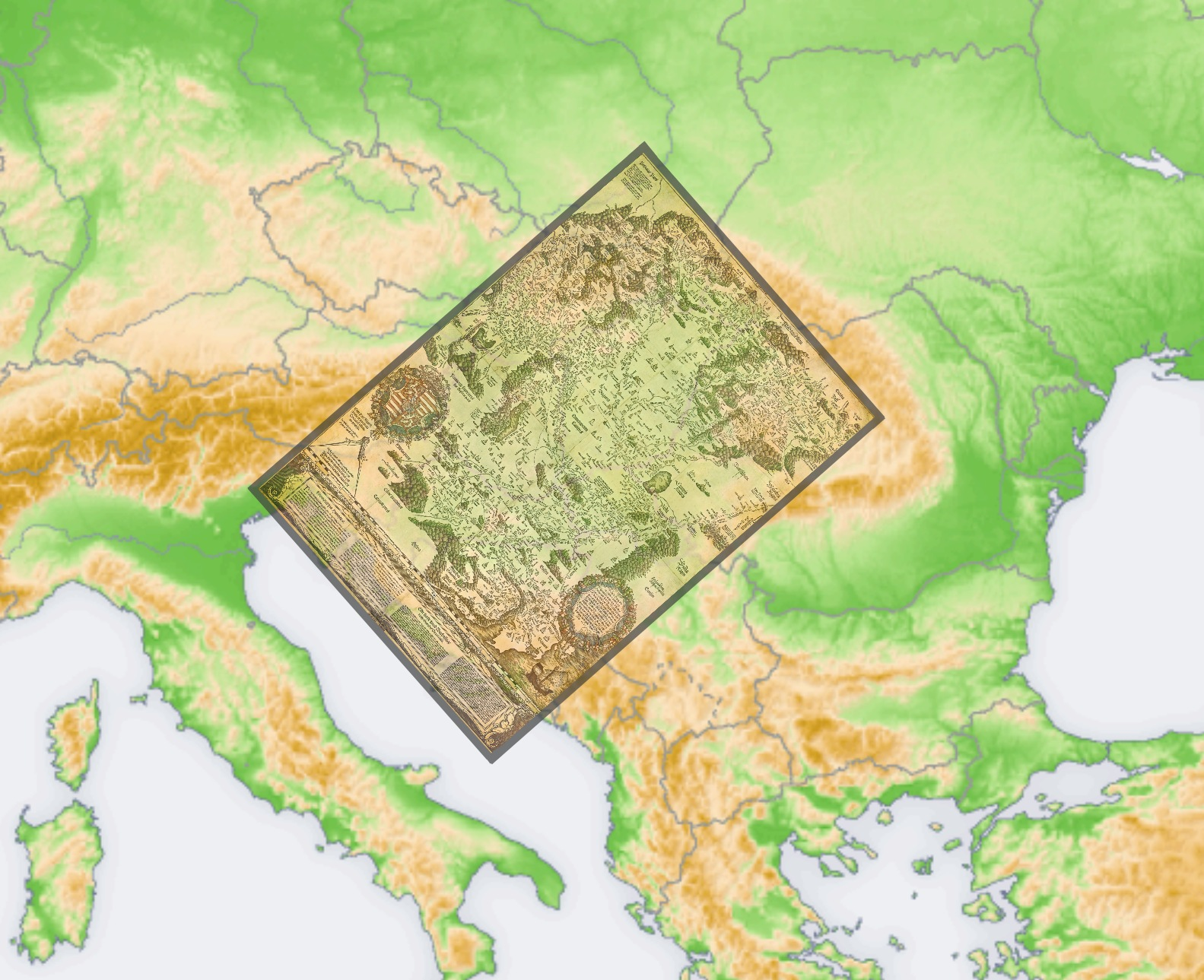
Przybliżony obszar jaki obejmuje swym zasięgiem Tabula Hungariae

## Opis
Tabula Hungariae zorientowana jest w osi północny wschód - południowy zachód. Obejmuje obszar kilku obecnie istniejących państw – w całości Węgier i Słowacji, a częściowo Austrii, Ukrainy, Rumunii, Chorwacji, Słowenii, Serbii i Polski. Środowisko geograficzne (sieć rzeczna, pasma górskie oraz ich przebieg itp.) przedstawia z wieloma błędami i nieścisłościami, jednak w sposób wierny i szczegółowy odwzorowuje osadnictwo na terenie ówczesnego Królestwa Węgier, prezentując między innymi fortyfikacje i wydarzenia historyczne. 
Nazwy geograficzne na mapie napisane są w języku niemieckim i po łacinie przy użyciu pisma gotyckiego. Stosunkowo wiele z nich zawiera błędy ortograficzne.
Prawdopodobnie w związku z brakiem wystarczającej liczby informacji dotyczących położonych w tamtym rejonie terenów w lewym dolnym rogu mapy twórcy umieścili sporej wielkości herb Ferdynanda I Habsburga.

## Znaczenie
Tabula Hungariae należy do jednych z najważniejszych europejskich map z okresu średniowiecza, będąc jedną z niewielu, zachowanych do dzisiaj, pochodzących z okresu XV i XVI wieku, a także najstarszą zachowaną mapą przedstawiającą obszar Królestwa Węgier. Jej wartość historyczną dodatkowo podnosi fakt, iż powstała stosunkowo krótko przed bitwą pod Mohaczem, po której nastąpiła ekspansja Imperium Osmańskiego, a ta z kolei doprowadziła do zniknięcia wielu miejscowości przedstawionych na mapie.
W 2007 roku, po wspólnym zgłoszeniu dokonanym w tym samym roku przez Węgry i Chorwację, Tabula Hungariae została wpisana na listę Pamięć Świata UNESCO.